# Wagner Ernő
Wagner Ernő (Zilah, 1935. november 17. – Zilah, 1996. július 25.) erdélyi magyar levéltáros, történész.

## Életútja
Szülővárosában érettségizett (1953), a Bolyai Tudományegyetem Történelem–Filológia Karán szerzett tanári oklevelet (1957). Előbb a szentjobbi iskola tanára volt (1957–58), majd a szilágyballai iskola igazgatója (1958–62), a kolozsvári Egyetemi Könyvtár zilahi fiókjának (az egykori Wesselényi Kollégium könyvtárának) főkönyvtárosa (1962–67), Bánffyhunyadon statisztikus (1967–68), a Szilágy megyei Művelődési és Művészetügyi Bizottság szakfelügyelője (1968–70), a szilágyfőkeresztúri iskola tanára (1970–71), az Állami Levéltár Szilágy megyei fiókjának levéltárosa nyugdíjazásáig (1971–95).

## Munkássága
Kutatásai során a Szilágyság korokon átívelő gazdasági-társadalmi viszonyait tanulmányozta. A középkort mindössze egy írása érintette (1996). Legelső újkori tárgyú dolgozata a tájegység 16. század végi viszonyainak átfogó elemzésére törekedett (1976), majd közölte a szilágycsehi váruradalom 1693. évi urbáriumát (1984), több közleményt szentelt az uradalmi jobbágyok 1780 és 1785 közötti szolgáltatásainak. Lakóné Hegyi Évával közösen feldolgozta a zilahi kalandos társaságok jegyzőkönyveinek anyagát (1985-ben román, 2001-ben magyar nyelven). Munkahelyi kötelezettségei okán számos jelenkori levéltári dokumentumot közölt (az 1918 végi román nemzeti tanácsok és gárdák, az 1945-ös földreform, az államosítás tárgyában), és társszerzője a zilahi levéltár útmutatójának. A szilágysági régészeti kutatások történetével kapcsolatos iratokat is közölt (1980). Kutatási eredményei főképp a zilahi múzeum román nyelvű lapjában (Acta Musei Porolissensis) jelentek meg. Magyar nyelvű írásait az Erdélyi Múzeum, Művelődés, Szilágysági Szó közölte.

## Kötete
- Filiala Arhivelor Statului – județul Sălaj[1] (társszerzők Ionel Penea, Doru E. Goron, Bukarest, 1982).